# Labro
Labro ist eine Gemeinde in der Provinz Rieti in der italienischen Region Latium mit 354 Einwohnern (Stand 31. Dezember 2023). Sie liegt 99 km nördlich von Rom und 21 km nördlich von Rieti.

## Geographie

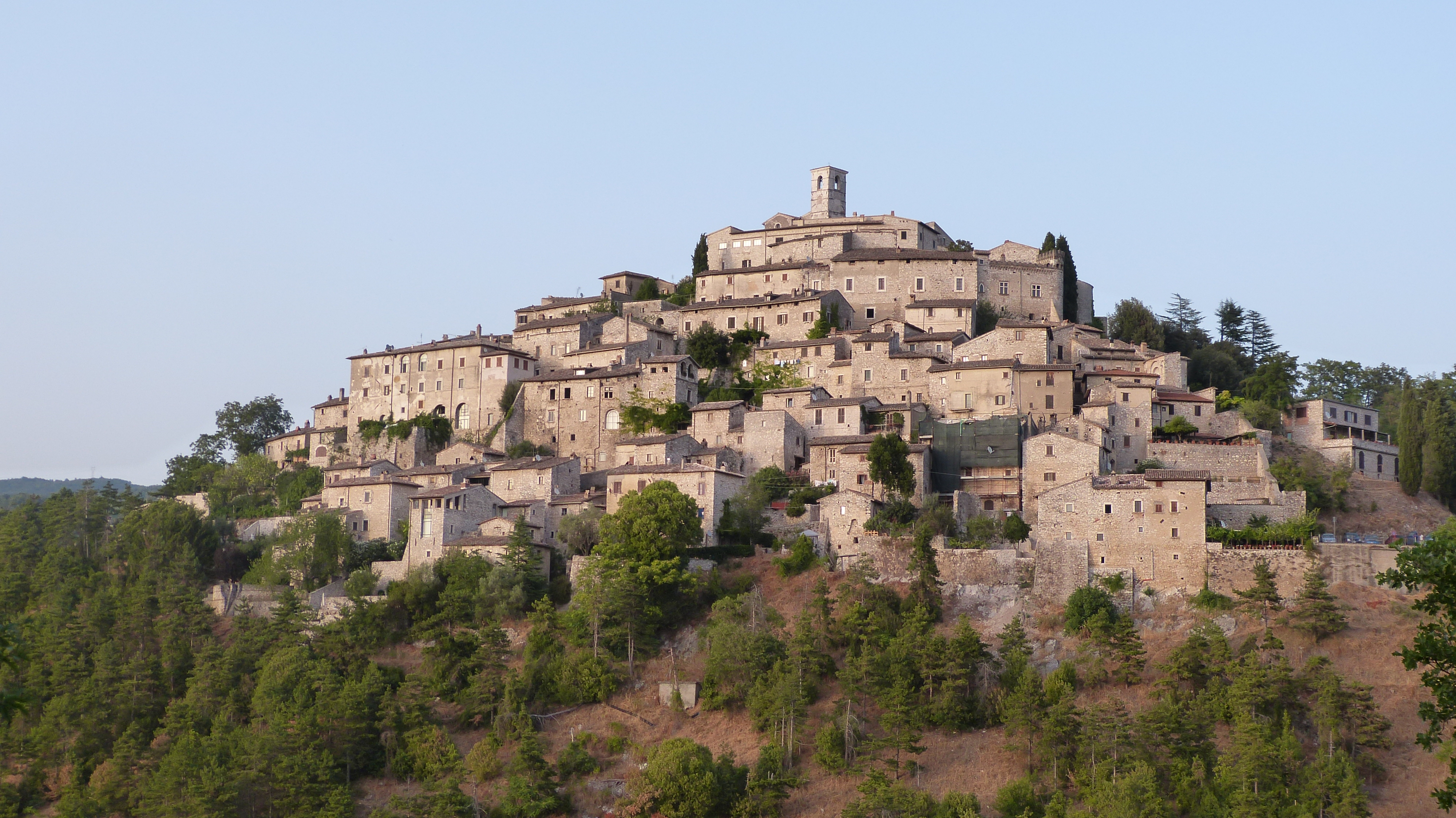
Ansicht von Labro

Labro liegt in den Monti Reatini oberhalb des Tals des Velino und ist Mitglied der Comunità Montana Montepiano Reatino.
Zu Labro gehören die Ortsteile Colle Sorbo, Colle di Mezzo, Colle Rucciolo, Madonna della Luce, Collicelle, Macchie Basse, Macchie Alte, Colle del Lupo, Colle Sterleta, Collelungo, Case Tolla und Valle Avanzana.
Die Nachbarorte sind Arrone (TR), Colli sul Velino, Morro Reatino und Terni (TR).
Labro trägt die Bandiera Arancione, ein Qualitätssiegel im Bereich Tourismus und Umwelt des TCI.

## Bevölkerungsentwicklung
| Jahr      | 1861 | 1881 | 1901 | 1921 | 1936 | 1951 | 1971 | 1991 | 2001 |
| Einwohner | 551  | 641  | 735  | 718  | 800  | 725  | 382  | 293  | 352  |

Lista Civica: Lista Tutti Per Labro
Quelle: ISTAT

## Politik
Irene Urbani (Lista Civica: Lista Tutti Per Labro) wurde am 26. Mai 2019 zur neuen Bürgermeisterin gewählt.

## Sehenswürdigkeiten
- Das Castello Nobili Vitelleschi wurde im 10. bis 11. Jahrhundert erbaut. Es ist noch heute Wohnsitz der Adelsfamilie der Marchesi Nobili Vitelleschi.
- Vor dem Ortseingang steht ein modernes Kongresszentrum, das mit der Kirche Maria della Neve eine Einheit bildet.
- Ein Brunnen von zwei Rundbogentoren aus dem Jahre 1642, gleichfalls vor den Toren.
- Die Porta Reatina am Ortsbeginn.
- Der Palazzo Crispolti ist heute ein Hotel.
- Die Pfarrkirche Santa Maria del Rosario mit zwei Schiffen und klassizistischer blauer Bemalung des Kreuzrippengewölbes; in ihr sind ein spätgotisches Taufbecken und ein Renaissancetabernakel vorhanden.
- Die Kapelle des heiligen Pankratius mit der Datierung auf 1494 hat ein Ziborium der Spätrenaissance mit Bemalung, nämlich eine Verkündigung, zwei Ordensheilige auf den Seitentafeln und im Zentrum eine Maria als Siegerin über das Böse.

## Töchter und Söhne der Gemeinde
- Salvatore Nobili Vitelleschi (1818–1875), italienischer Kardinal und Erzbischof von Cingoli und Osimo: Er war ein Mitglied der in Labro herrschenden Adelsfamilie. Geboren wurde er in Rom und starb auch hier.
- Francesco Nobili Vitelleschi (1829–1906), geboren in Rom, italienischer Politiker der Rechten.